# مصفوفة ممتدة
في الجبر الخطي، المصفوفة الممتدة (بالإنجليزية: augmented matrix)‏ هي نظام من المعادلات الخطية ولكن على شكل مصفوفة لتسهيل التعامل مع الأنظمة الخطية ذات المعادلات الكثيرة والمتغيرات الكثيرة.